# Golfo della Voron'ja
Il golfo della Voron'ja (in russo губа Воронья?, guba Voron'ja) è un'insenatura lungo la costa settentrionale russa, nell'oblast' di Murmansk, amministrata dal Kol'skij rajon. È situata nella parte centro-meridionale del mare di Barents.

## Geografia
La baia si apre verso nord, sulla costa settentrionale della penisola di Kola, circa 100 km a est della baia di Kola. La sua lunghezza è di circa 1,2 km mentre la sua larghezza massima è di 2,3 km all'ingresso. La profondità massima è di 13 m all'ingresso. L'estremità orientale del golfo è capo Voronij (мыс Вороний).
Il golfo prende il nome dal fiume Voron'ja (река Воронья) che sfocia nella sua parte meridionale.
Lungo la costa nordorientale si trovano due piccole isole senza nome. Poco più a nord di queste, oltre l'ingresso, si trova il gruppo delle isole Voron'i Ludki (острова Вороньи Лудки). Sul lato opposto, sempre lungo la costa e a nord dell'ingresso, si trovano un'altra isola e uno scoglio senza nome.
Le coste raggiungono un'altezza massima di 95,2 m s.l.m. Nella parte meridionale, alla foce del fiume, si trova un tratto sabbioso con dune alte fino a 11,5 m chiamato Uročišče Pesčanka (Урочище Песчанка).
Le acque del golfo sono soggette a variazioni di marea di 4 m.